# Walter Schnegg
Walter Schnegg (* 7. November 1903 in Köniz; † 20. Juni 1990 in Bern) war ein Schweizer Bildhauer.
Walter Schnegg absolvierte zunächst eine Lehre im metallverarbeitenden Gewerbe. Er hatte aber den Plan, Bildhauer zu werden, und absolvierte auch in diesem Bereich eine Lehre. Es folgten Kurse an der bernischen Kunstgewerbeschule und eine Volontärzeit in einem Steinhauerbetrieb. Anschliessend studierte er an der École des Beaux-Arts in Genf und an zwei Akademien in Paris. Studienaufenthalte führten ihn nach Stuttgart (Bauhaus), München und Italien.

## Werke (Auswahl)

### Skulpturen – chronologisch
| Bezeichnung                                                | Bild           | Standort | Errichtung Einweihung | Weitere Informationen                                  |
| ---------------------------------------------------------- | -------------- | --- | --------------------- | ------------------------------------------------------ |
| Mutter mit Säugling                                        | weitere Bilder | Bern, im Spitalackerquartier, auf der Höhe des Wohngebäudes Humboldtstrasse 35, am westlichen Ende des Spielplatzes (Lage)                                                | 1936                  |                                                        |
| Rehbrunnen (Bern)                                          | weitere Bilder | Bern, Bern-Stapfenacker (Lage) | 1946                  |                                                        |
| Erdbeer-Mareili                                            | weitere Bilder | Bern, im Breitfeldquartier, im Vorgarten südlich vor dem Gebäude Löchligutweg 27 (Lage)                                                                                   | 1946                  | Kalksteinskulptur                                      |
| Zierbrunnen Schönau                                        | weitere Bilder | Bern, im Sandrainquartier, am Lindenauweg 10, an der Aare, vor dem Pumpwerk Schönau (Lage)                                                                                | 1950                  | ein Brunnen mit zwei Bronzeplastiken: Fisch und Frosch |
| Kalksteinskulptur Frühling                                 | weitere Bilder | Bern, im Weissenbühlquartier, Bern-Weissenbühl, Südbahnhofstrasse 14, auf der Grünfläche nordöstlich vor dem Bahnhofsgebäude des Bahnhofs Bern Weissenbühl (Lage)         | 1951                  | Kalksteinskulptur                                      |
| Bär mit Wappen                                             | weitere Bilder | Bern, Altstadt, an der Aarbergasse 40, über dem Zugang zum Aarbergerhof, an der Gassenseite (Lage)                                                                        | 1952                  | Bemalte Sandsteinskulptur mit Aarberger Wappen         |
| Fuchsbrunnen (Weissenbühl)                                 | weitere Bilder | Weissenbühl (Lage) | 1954                  |                                                        |
| Johannes Gutenberg und junger Schrift- und Maschinensetzer | weitere Bilder | Bern, im Stadtbachquartier, an der Aussenwand zum Donnerbühlweg des Gebäudes Falkenplatz 11 (Lage)                                                                        | 1970                  | zweiteilige Bronzeplastik                              |
| Schwebende weibliche Figur                                 | weitere Bilder | Bern, im Schosshaldenquartier, Ostermundigenstrasse 116–118, als Teil eines Grabes auf der östlichen Seite des Sektors E3 auf dem Areal des Schosshaldenfriedhofes (Lage) | 1971                  | Bronzestatue                                           |
| Kauernde Frauenfigur                                       | weitere Bilder | Bern, in Bümpliz, im Winterhalequartier, auf dem Friedhof Bümpliz Bottigenstrasse 40, Grabfeld für zu früh geborene Kinder, in der Mitte des Sektors C3 (Lage)            | 1975                  | Bronzeplastik                                          |